# Manacme (filòsof)
|  | Per a altres significats, vegeu «Manecme». |

Manacme (grec antic: Μάναιχμος Mánaichmos) fou un antic filòsof platònic grec. La seva vida és desconeguda.
Segons la Suida, era originari d'Alopeconès, una ciutat a la Península de Gal·lípoli o a l'Illa de Màrmara (en grec Proconnesos). Per tant, també se l'anomena Manecme (Manacme) d'Alopeconès (tot i que hi ha el famós matemàtic Menecme també rep aquest nom, en ser originari d'aquesta ciutat). D'acord amb l'entrada de la Suda va escriure obres filosòfiques, incloent una revisió del diàleg de Plató Politeia en tres llibres.
Diversos investigadors, sense gaire èxit, l'han tractat d'identificar amb altres persones també anomenades Menecme (Μέναιχμος) per identificar-lo, en particular, amb el conegut matemàtic Menecme, un amic de Plató. La identificació amb el matemàtic es va proposar al segle xix. És sobretot al segle XX que François Lasserre ha suggerit, sobre aquesta base, una sèrie de presumpcions extretes de Politeia, però aquesta hipòtesi no ha estat reeixida. L'argument en contra és que l'autor de l'entrada "Manaichmos" de la Suda només considera el comentarista de Plató com un filòsof, i no com un matemàtic.